# Hadena andalusica
Hadena andalusica là một loài bướm đêm trong họ Noctuidae.